# 韓国プロゴルフ協会
韓国プロゴルフ協会（かんこくプロゴルフきょうかい、朝: 한국프로골프협회、略称: KPGA）は、韓国の男子プロゴルフを統括する文化体育観光部所管の社団法人である。

## 歴史
1968年に設立し、1958年から開催されている韓国プロゴルフ選手権大会の主催者をソウルCCから譲渡。2004年にはSBSと提携し、2005年から韓国プロゴルフツアーを開催されている。

## 韓国プロゴルフツアー
韓国プロゴルフツアー (Korean Tour) はオフィシャルワールドゴルフランキング対象のツアーであり、主な大会ではGSカルテックス・メキュンオープン、SKテレコムオープン、シンハンドンヘオープン、KPGA選手権、韓国オープン、ジェネシスチャンピオンシップ、ハナ銀行インビテーショナルなどがあり、ジェネシスチャンピオンシップは賞金総額15億ウォンと最高額である。
歴代最多賞金王はチェ・サンホの9回であり、次いで崔京周の4回、姜旭淳の3回など。